# 広島師管区
広島師管区（ひろしましかんく）は、1945年4月1日に、日本陸軍が徴兵などの軍事行政と地域防衛のために全国を区分けして設けた師管区の一つである。広島県・岡山県・鳥取県・島根県・山口県を範囲とした。大阪師管区・京都師管区・善通寺師管区とともに中部軍管区の下にあった。区内は広島連隊区・岡山連隊区・鳥取連隊区・松江連隊区・山口連隊区に分けられた。広島師管区司令部が管轄し、広島師管区部隊が置かれた。同年6月22日、中国軍管区新設とともに廃止になった。

## 概要
師管区は従来の師管を改称したもので、地域防衛の担当地域であると同時に、徴兵・補充の単位となる地域でもある。広島師管区の前身は広島師管で、区域の変更はない。広島師管は留守第5師団が管轄しており、その司令部を改称して広島師管区司令部とした。留守師団の補充隊はいったん復帰（解散）し、あらたに師管区部隊の補充隊を編成する形式をとった。
山口県の南西部、下関市・宇部市・小野田市・豊浦郡・厚狭郡は、西部軍管区の久留米師管区の防衛担任地域であった。防衛以外では広島師管区の管轄である。
広島師管区は、6月20日制定、22日公布の軍令陸第17号で廃止された。かわりに同じ地域に中国軍管区が置かれた。中国軍管区の範囲は広島師管区と同じだが、下に師管区を持たず、連隊区を直属させた。司令部・部隊は師管区のものが改称した。

## 師管区部隊
師管区司令官
- 藤井洋治 予備役陸軍中将：1945年（昭和20年）4月1日 - 6月12日

師管区参謀長
- 加治武雄 陸軍少将：1945年4月1日 -  6月15日

師管区兵務部長
- 高橋政雄 陸軍少将：1945年3月31日 -